# ヴィッソ
ヴィッソ（伊: Visso）は、イタリア共和国マルケ州マチェラータ県にある、人口約1,000人の基礎自治体（コムーネ）。

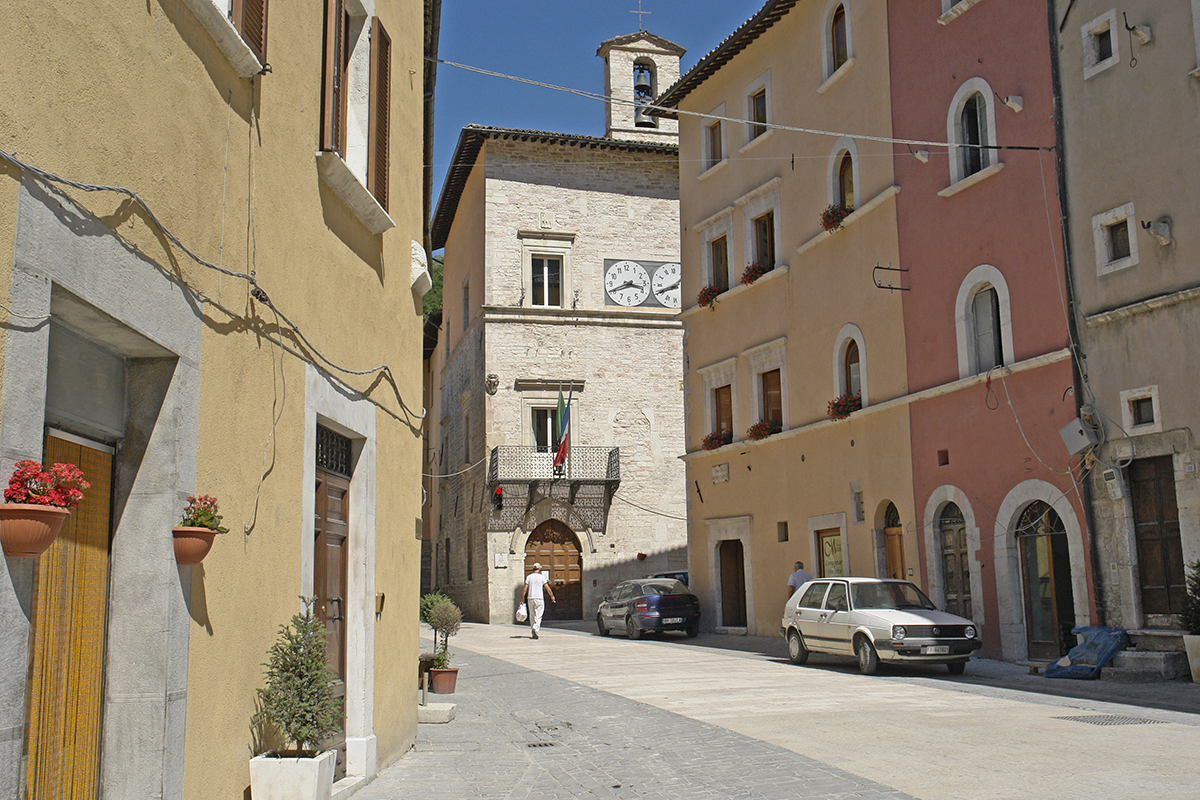
街並

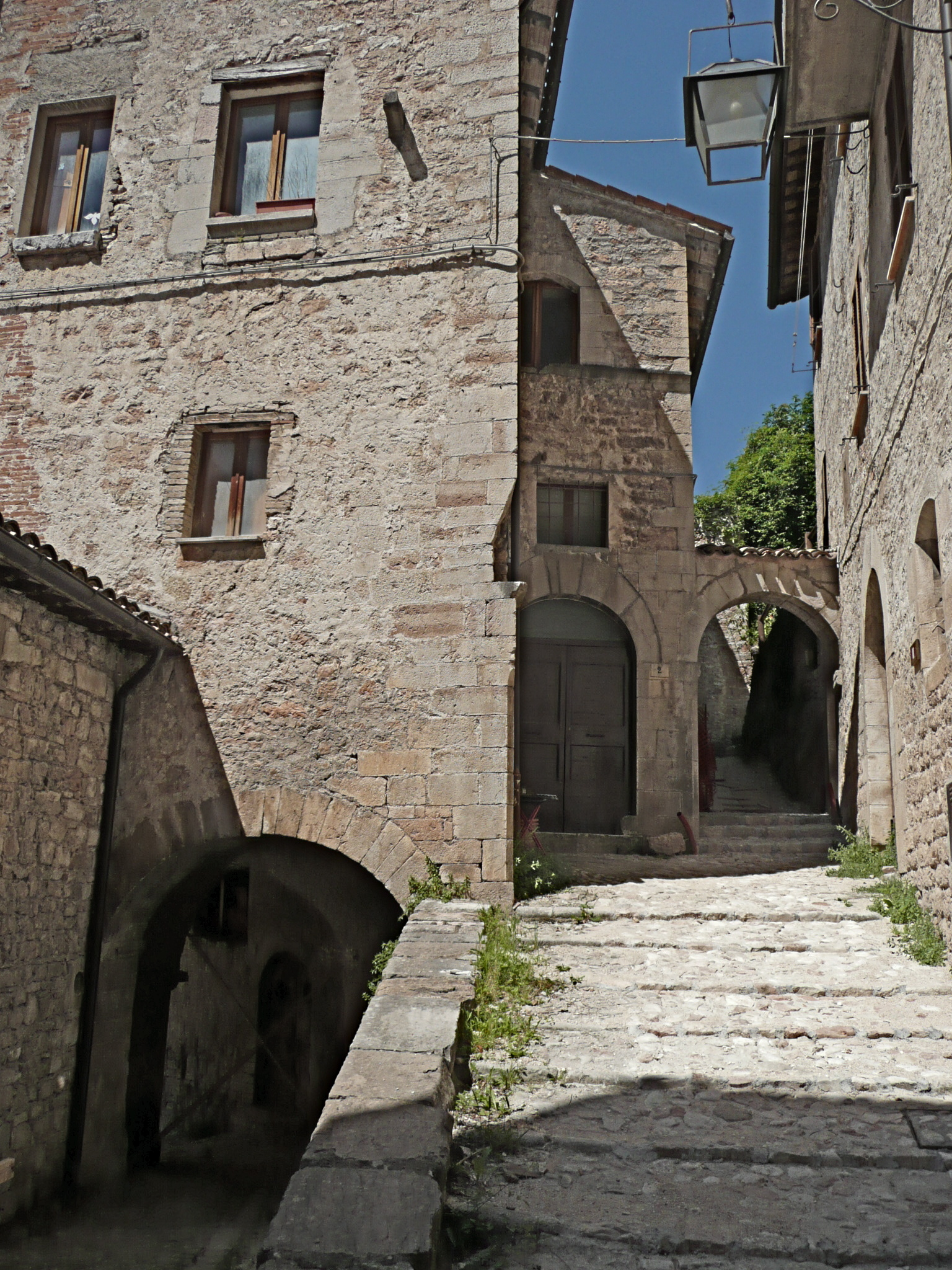
街並

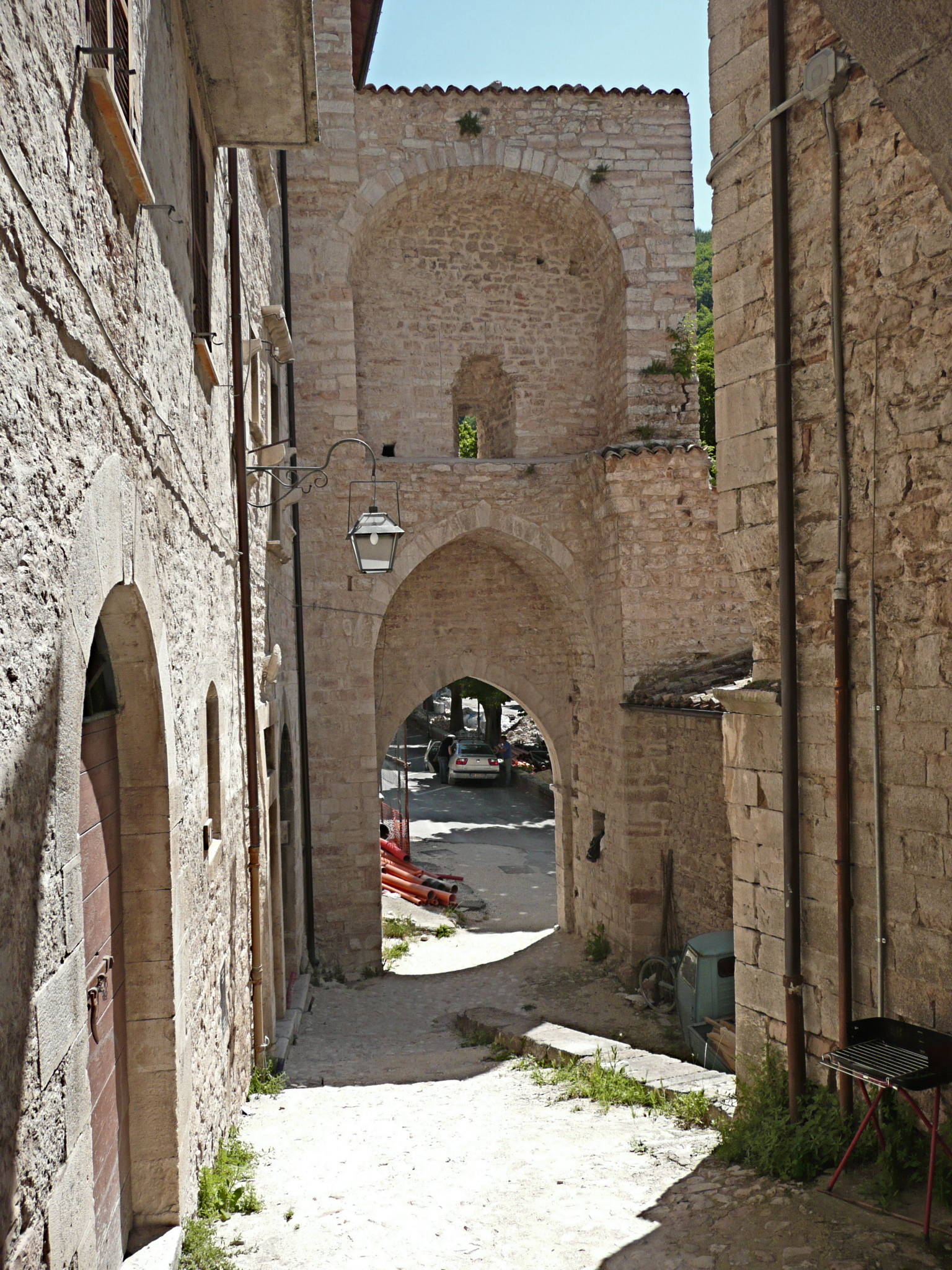
中心街

## 名称
日本語文献では、「ビッソ」と転記されることもある。

## 地理

### 位置・広がり
マチェラータ県のコムーネ。県都マチェラータから南西へ51kmの距離にある。

#### 隣接コムーネ
隣接するコムーネは以下の通り。括弧内のPGはペルージャ県所属を示す。
- フィアストラ
- カステルサンタンジェロ・スル・ネーラ
- チェッレート・ディ・スポレート (PG)
- フォリーニョ (PG)
- モンテ・カヴァッロ
- ピエーヴェ・トリーナ
- プレーチ (PG)
- セッラーノ (PG)
- セッラヴァッレ・ディ・キエンティ
- ウッシタ
- ヴァルフォルナーチェ

### 気候分類・地震分類
ヴィッソにおけるイタリアの気候分類 (it) および度日は、zona E, 2350 GGである。
また、イタリアの地震リスク階級 (it) では、zona 1 (sismicità alta) に分類される。

## 行政

### 分離集落
ヴィッソには、以下の分離集落（フラツィオーネ）がある。
- Aschio, Borgo San Giovanni, Croce, Cupi, Fematre, Macereto, Mevale, Molini di Visso, Orvano, Ponte Chiusita, Rasenna, Riofreddo, Villa Sant'Antonio

## 文化・観光
「イタリアの最も美しい村」クラブ加盟コムーネである。